# Ed Haley
Ed Haley   (16 d'agost de 1885 - 3 de febrer de 1951) va ser un músic i compositor professional cec.

## Biografia
Ed Haley va néixer al "Trace Fork" de Harts Creek, al comtat de Logan, Virgínia de l'Oest. En el moment del naixement d'Ed, Upper Hart era conegut com a Warren. El pare d'Ed, Thomas Milton Haley, era un violinista conegut a les valls de Guyandotte i Big Sandy. El seu avi, Benjamin R. Haley, va ser un unionista actiu a la vall del riu Big Sandy durant la guerra civil nord-americana, a més de violinista. La mare d'Ed, Imogene "Emmy" Mullins, era filla d'Andrew Jackson i Chloe (Gore) Mullins, i descendia de "Money Makin 'Sol" Mullins, el famós falsificador d'Appalachia. Milt i Imogene es van casar el 22 de març de 1884 al comtat de Logan. Ed era fill únic.

## Infància
A l'edat de tres anys, Ed va contreure el xarampió i posteriorment va perdre la vista. La tradició local culpa el seu pare de la seva ceguesa. Segons els informes, Milt va submergir Ed en aigua gelada quan plorava de febre.
El setembre de 1889, com a part del feu del comtat de Lincoln, Milt Haley va ser acusat juntament amb Green McCoy de disparar contra Al Brumfield i la seva dona a Harts, al comtat de Lincoln, a Virgínia de l'Oest. A mitjans d'octubre de 1889, Haley i McCoy van ser capturats al comtat de Martin, Kentucky, retornats a Virgínia de l'Oest i assassinats per una multitud de linxs a Green Shoal el 24 d'octubre de 1889. La brutal matança de Haley i McCoy va obtenir notícies a tot el país.
L'11 d'octubre de 1891 va morir la mare d'Ed Haley. Després, va ser criat pel seu avi matern, Jackson Mullins, i el seu oncle, Peter Mullins, a Trace Fork. El 1898, segons els registres de la comissió del comtat, va ser posat a càrrec de Harrison Blair, un veí. Quan Ed era un nen, el seu oncle matern Peter Mullins li va donar un violí. Ed va demostrar una gran habilitat amb l'instrument i va viatjar per Guyandotte i Big Sandy Valleys de jove amb altres músics locals. Bàsicament, havia marxat de Harts Creek el 1910, però va tornar a visitar la família i els amics per la resta de la seva vida.

## Vida adulta
Ed va créixer fins a convertir-se en un violí professional que va viatjar àmpliament per West Virginia, Ohio, l'est de Kentucky i el sud-oest de Virginia. Tenia un enorme repertori de música antiga que incloïa avaries, trencaclosques, valsos i melodies d'espectacles, que interpretava en danses de places, fires, cantonades, concursos de violí i places de la cort de justícia.
L'1 de juliol de 1918, Ed es va casar amb Martha Ella Trumbo, una professora de piano cega de Morehead, Kentucky. Els seus pares havien participat en el "Martin-Tolliver Feud" al comtat de Rowan, Kentucky. Ella va ser educada a la "Kentucky School for the Blind" de Louisville, Kentucky. Va tocar mandolina i acordió amb el seu marit durant molts anys. El 1918, els Haley vivien al 115 East Greenup a Ashland, Kentucky. El 1920 vivien a Frogtown, a West Ashland, Kentucky. Més tard, van formar una família a Catlettsburg, Kentucky. Van passar els darrers anys a Ashland.
Ed Haley va morir d'un atac de cor el 3 de febrer de 1951 a casa seva a Ashland, Kentucky. La seva dona va morir el novembre de 1954 a Cleveland, Ohio. Tots dos estan enterrats a Ashland.

## Reconeixement
Ed Haley va ser un dels violinistes més coneguts de la seva regió de Appalachia. Viatjava amb freqüència i actuava en diversos espais. Va tocar a WLW a Cincinnati i va fer gravacions ocasionals d'estudi per a amics, com per al Doc Holbrook de Greenup, Kentucky. Poques vegades va gravar comercialment perquè li preocupava que les companyies discogràfiques aprofitessin un home cec. Al final de la vida, va gravar per a la família en una màquina de tallar discs Wilcox-Gay que el seu fillastre Ralph va portar a casa del servei. Els enregistraments compten amb Ed, Ella, Ralph (a la guitarra) i la filla Mona (veu). Ralph va acabar distribuint les gravacions entre els seus cinc germans. Finalment, aproximadament entre la meitat i un terç d'aquests enregistraments es van publicar a Rounder Records. S'estima que dos terços dels enregistraments de Haley encara falten, es perden, es destrueixen o no han estat publicats pels membres de la família.
A partir del 1990, Bluegrass i el músic folk John Hartford van començar a investigar la història de la vida i la música de Haley. En general, Hartford va passar els darrers anys de la seva vida promocionant Haley i la seva importància en el món de la música. Va aprendre diverses cançons de Haley i les va enregistrar als àlbums nominats als Grammy, Wild Hog in the Red Brush i Speed of the Old Long Bow: A Tribute to Ed Haley. Hartford i Brandon Kirk, historiador i genealògic de la zona de Harts, van col·laborar en un projecte de llibres de Haley des del 1995 fins a la mort de Hartford el 2001. El març del 2000, la revista Smithsonian va presentar una història sobre les seves investigacions. El manuscrit d'Ed Haley roman inèdit.
L'octubre de 2015, Haley va ser ingressat al "West Virginia Music Hall of Fame".

## Estrenes
El 1975, "Rounder Records" va publicar Parkersburg Landing, un LP de vinil de 14 temes del treball de Haley. El 1997 i 1998, després de diversos anys de promoció de John Hartford, Rounder va llançar moltes de les cançons de Haley en dos conjunts de CD dobles: "Forked Deer" i "Gray Eagle", que comptaven amb anotacions ampliades de John Hartford i Brandon Kirk. "Spring Fed Records" van treballar en un tema de les gravacions casolanes d'Ed Haley i la família Haley que es van publicar el 2017.

## Cultura popular
Com a part de "Poage Landing Days", la ciutat d'Ashland, Kentucky, acull cada any un "Ed Haley Memorial Fiddle Contest" des del 1996. El 2000, John Hartford va interpretar l'arranjament de Ed Haley de la composició de Dick Burnett Man of Constant Sorrow per a la pel·lícula O Brother, Ets tu?. (Burnett enregistraria Blackberry Blossom de Haley a la seva sessió de 1930 a Atlanta). També van aparèixer diverses versions d'aquesta cançó a la banda sonora guanyadora dels Grammy. El 2014, Brandon Kirk va llançar Blood in West Virginia: Brumfield vs. McCoy (Pelican Publishing Company, Gretna, LA), on apareix al jove Ed Haley com a personatge de la història del "Lincoln County Feud".
Les melodies de violí de Haley continuen sent molt populars a la comunitat musical contemporània.